# Akrylsyra
Akrylsyra eller propensyra är en karboxylsyra med formeln C2H3COOH. Akrylsyrans salter och estrar kallas akrylater.

## Framställning
Akrylsyra framställs industriellt av propen som bildas som restprodukt vid tillverkningen av eten. Propen oxideras av syrgas.
{\displaystyle {\rm {2\ C_{3}H_{6}+3\ O_{2}\rightarrow 2\ C_{2}H_{3}COOH+2\ H_{2}O}}}
Tidigare tillverkades akrylsyra av acetylen i en så kallad Reppe-process (uppkallad efter den tyske kemisten Walter Julius Reppe).
{\displaystyle {\rm {C_{2}H_{2}+CO+H_{2}O\rightarrow 2\ C_{2}H_{3}COOH}}}

## Användning
På grund av dubbelbindningen reagerar akrylsyra lätt med andra omättade kolväten och bildar polymerer. Något som är viktigt vid tillverkning av en mängd plaster, lim och elastomerer.
Den viktigaste användningen är nog för tillverkning av polymetylmetakrylat (PMMA), mer känt under varunamnet Plexiglas.